# 駐日ルワンダ大使館
駐日ルワンダ大使館（フランス語: Ambassade du Rwanda au Japon、英語: Embassy of Rwanda in Japan）は、ルワンダが日本の首都東京に設置している大使館である。

## 沿革
日本は、ルワンダが独立した1962年7月に国家承認した。ルワンダは1979年5月に在京大使館を開設した（2000年9月に閉鎖したが、2005年1月に再開）。日本からは1993年から2009年末まで在ケニア日本国大使館がルワンダを兼轄していたが、2010年1月に在ルワンダ日本国大使館が開館した。

## 所在地
- 住所：〒106-0031 東京都世田谷区深沢1丁目17-17[2]
- アクセス：東急東横線 都立大学駅北口

## ギャラリー

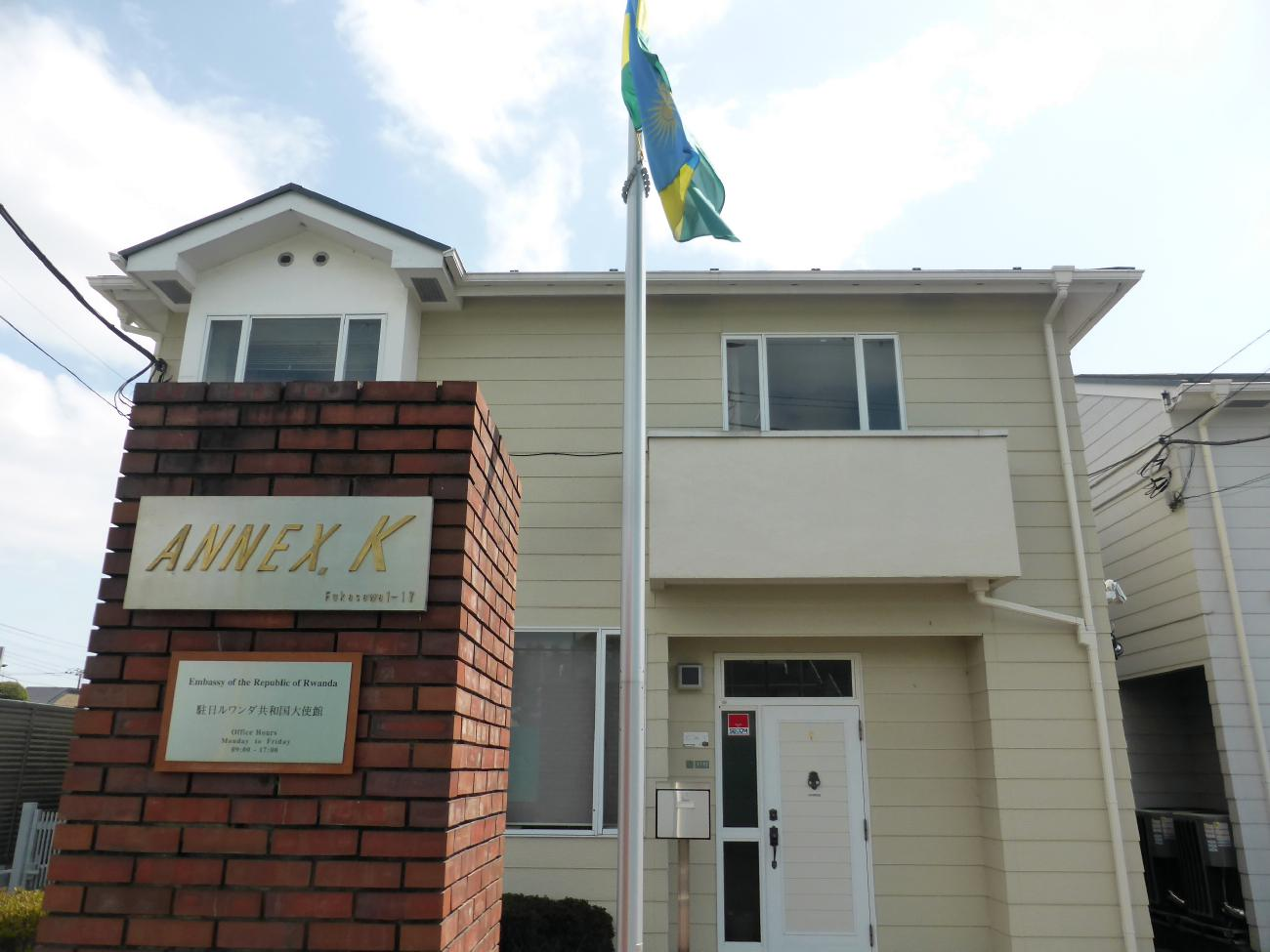
表札とルワンダ国旗
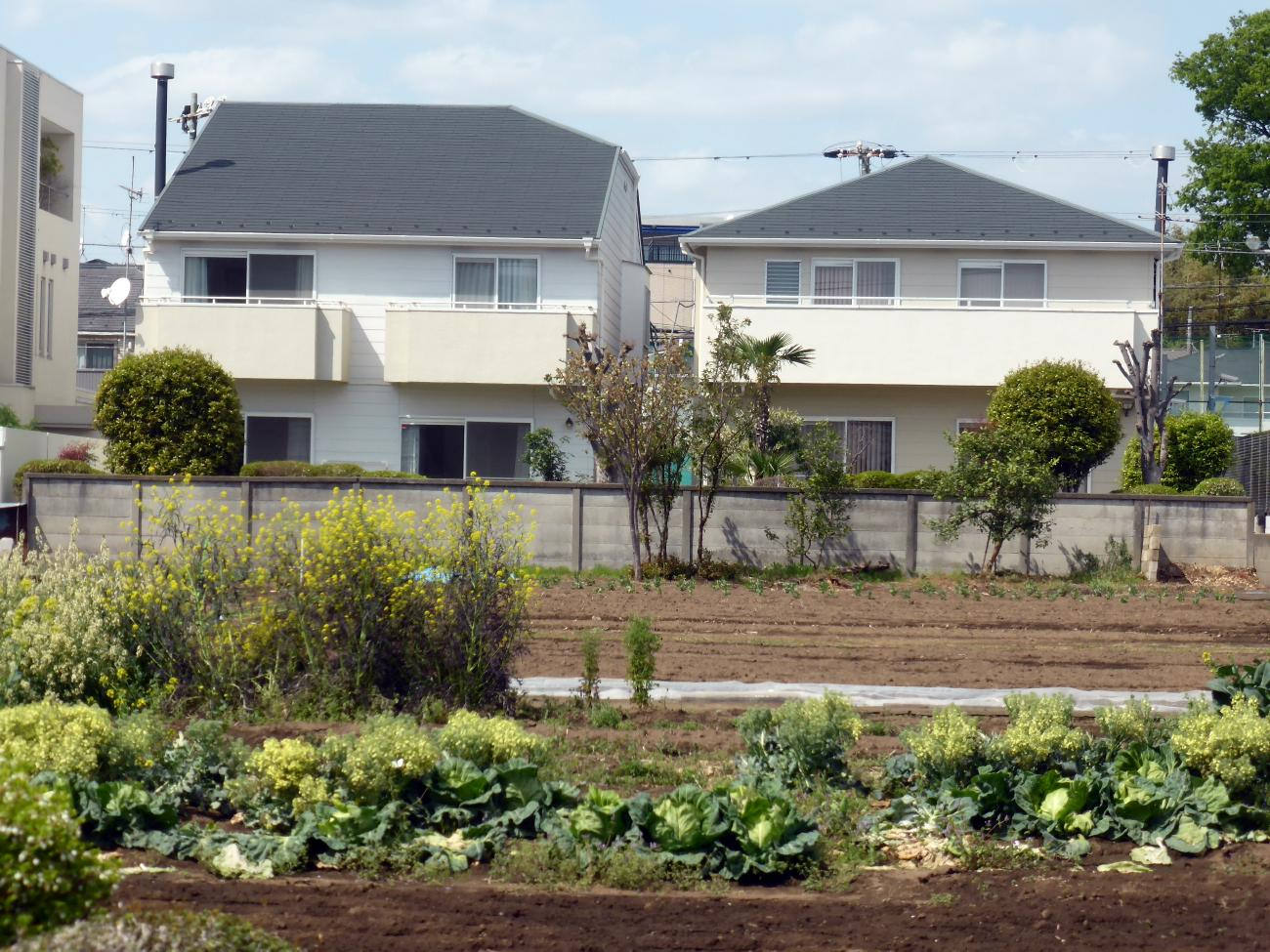
駐日ルワンダ大使館背面

## 大使
2024年5月10日より、ムカシネ・マリー・クレールが特命全権大使を務めている。